# Sinaspismós
Sinaspismós (en grec Coalició) és el nom que va rebre la Coalició dels Moviments d'Esquerra i Ecologia (grec: Συνασπισμός της Αριστεράς των Κινημάτων και της Οικολογίας, Sinaspismós tis Aristeràs ton Kinimàton ke tis Ikologias), partit polític grec d'extrema esquerra fundat el 1991 i que el 2004 es va unir a Coalició de l'Esquerra Radical. El 10 de febrer 2008 l'enginyer Alexis Tsipras va ser elegit president de la coalició en substitució d'Alekos Alavanos, qui va renunciar al·legant problemes de salut.

## Història
Sinaspismós va sorgir inicialment com una coalició electoral a finals del decenni de 1980, amb els dos partits comunistes grecs (el pro-soviètic Partit Comunista de Grècia (KKE) i Esquerra Grega, successor de l'eurocomunista KKE (Interior). La desintegració de l'URSS va portar la desunió en l'esquerra, i la direcció estalinista del KKE va purgar tots els elements renovadors - gairebé el 45% dels membres del Comitè Central, inclòs l'ex secretari general Grigoris Farakos, i les majories de molts Comitès Locals, titllats de revisionistes, i també marxaren de la coalició.
Després d'això, els altres partits de la coalició i els renovadors del KKE, va decidir convertir l'aliança en un partit polític (1991). Encara que l'"experiment" semblava tenir un gran potencial, els conflictes ideològics afebliren el nou partit. A les eleccions legislatives de 1993, no arribà al límit del 3% per entrar al Parlament Hel·lènic. Però l'any següent, va obtenir el seu millor resultat (6,26%) a les eleccions de 1994 per al Parlament Europeu. Dos anys més tard, amb el 5,12%, va obtenir la seva puntuació més alta a les eleccions al Parlament grec.
A les eleccions legislatives de 2000, SYN va ser recolzada pel petit partit AKOA i un petit grup d'ecologistes.Després de les eleccions, alguns membres del Comitè Nacional, que havien demanat l'apropament als socialdemòcrates, deixaren el partit acusant la majoria de neo-comunistes i va crear l'AEKA. AEKA va néixer dividit i pocs mesos després es va dissoldre, quan el cap del partit es va convertir en Subsecretari del govern de Kostas Simitis.
A les eleccions legislatives de 2004, Sinaspismós, juntament amb diversos partits més petits (AKOA, KEDA, DEA, Ciutadans Actius), van formar una aliança anomenada SÍRIZA, però es van presentar a les eleccions europees d'aquell any pel seu compte, pels desacords ideològics dins del partit.. L'aliança amb els partits més petits es va formar novament a finals de 2005, quan Alavanos va proposar el jove de 30 anys Alexis Tsipras com a candidat a alcalde d'Atenes per a les eleccions municipals de 2006, proclamant l'"obertura a una generació més jove" de la coalició. La candidatura va ser ben rebuda, especialment pels votants més joves, i van formar el trampolí del partit per a les eleccions legislatives gregues de 2007.

## Resultats electorals

### Eleccions legislatives
| Any            | Líder                 | Resultats      | Resultats      | Resultats      | Resultats      | Pos.           | Govern            |
| Any            | Líder                 | Vots           | %              | Escons         | +/−            | Pos.           | Govern            |
| Com a coalició | Com a coalició        | Com a coalició | Com a coalició | Com a coalició | Com a coalició | Com a coalició | Com a coalició    |
| -------------- | --------------------- | -------------- | -------------- | -------------- | -------------- | -------------- | ----------------- |
| 1989 I         | Charilaos Florakis    | 855,944        | 13.13%         | 28 / 300       | Nou            | 3r             | Coalició          |
| 1989 II        | Charilaos Florakis    | 734,552        | 10.97%         | 21 / 300       | 7              | 3r             | Suport            |
| 1990           | Charilaos Florakis    | 677,059        | 10.28%         | 19 / 300       | 2              | 3r             | Oposició          |
| Com a partit   |                       |                |                |                |                |                |                   |
| 1993           | Maria Damanaki        | 202,887        | 2.9%           | 0 / 300        | ±0             | 5è             | Extraparlamentari |
| 1996           | Nikos Konstantopoulos | 347,236        | 5.1%           | 10 / 300       | 10             | 4t             | Oposició          |
| 2000           | Nikos Konstantopoulos | 219,880        | 3.2%           | 6 / 300        | 4              | 4t             | Oposició          |

### Eleccions europees
| Parlament Europeu | Parlament Europeu     | Parlament Europeu | Parlament Europeu | Parlament Europeu | Parlament Europeu | Parlament Europeu |
| Any               | Líder                 | Vots              | %                 | Escons            | +/−               | Pos.              |
| ----------------- | --------------------- | ----------------- | ----------------- | ----------------- | ----------------- | ----------------- |
| 1994              | Nikos Konstantopoulos | 408,072           | 6.2%              | 2 / 25            | Nou               | 5è                |
| 1999              | Nikos Konstantopoulos | 331,928           | 5.2%              | 2 / 25            | =                 | 5è                |
| 2004              | Nikos Konstantopoulos | 254,447           | 4.2%              | 1 / 24            | 1                 | 4t                |

## Dirigents
| No. | No. | Líder                 | Imatge | Durada del mandat      | Durada del mandat      |
| --- | --- | --------------------- | ------ | ---------------------- | ---------------------- |
|     | 1   | Charilaos Florakis    |        | 8 d'abril de 1989      | 18 de març de 1991     |
|     | 2   | Maria Damanaki        |        | 18 de març de 1991     | 19 de desembre de 1993 |
|     | 3   | Nikos Konstantopoulos |        | 19 de desembre de 1993 | 12 de desembre de 2004 |
|     | 4   | Alekos Alavanos       |        | 12 de desembre de 2004 | 11 de febrer de 2008   |
|     | 5   | Alexis Tsipras        |        | 11 de febrer de 2008   | 10 de juliol de 2013   |